# Interlands Chileens voetbalelftal 2020-2029
Deze pagina toont een chronologisch en gedetailleerd overzicht van de interlands die het Chileens voetbalelftal speelt en heeft gespeeld in de periode 2020 – 2029.

## Interlands

### 2020
|                                                                           |                                                |       |                    |                                                                                  |
| 8 oktober WK 2022 kwalificatie № 787 «onderlinge duels» 19:45 uur (UTC−3) | Uruguay                                        | 2 – 1 | Chili              | Estadio Centenario, Montevideo Toeschouwers: 0 Scheidsrechter: Eber Aquino (PAR) |
| 8 oktober WK 2022 kwalificatie № 787 «onderlinge duels» 19:45 uur (UTC−3) | Luis Suárez 39' (pen.) Maximiliano Gómez 90+3' |       | 54' Alexis Sánchez | Estadio Centenario, Montevideo Toeschouwers: 0 Scheidsrechter: Eber Aquino (PAR) |

|                                                                            |                                            |       |                                         |                                                                                |
| 13 oktober WK 2022 kwalificatie № 788 «onderlinge duels» 21:30 uur (UTC−3) | Chili                                      | 2 – 2 | Colombia                                | Estadio Nacional, Santiago Toeschouwers: 0 Scheidsrechter: Darío Herrera (ARG) |
| 13 oktober WK 2022 kwalificatie № 788 «onderlinge duels» 21:30 uur (UTC−3) | Arturo Vidal 37' (pen.) Alexis Sánchez 41' |       | 6' Jefferson Lerma 90+1' Radamel Falcao | Estadio Nacional, Santiago Toeschouwers: 0 Scheidsrechter: Darío Herrera (ARG) |

|                                                                             |                                   |       |      |                                                                                   |
| 13 november WK 2022 kwalificatie № 789 «onderlinge duels» 20:00 uur (UTC−3) | Chili                             | 2 – 0 | Peru | Estadio Nacional, Santiago Toeschouwers: 0 Scheidsrechter: Esteban Ostojich (URU) |
| 13 november WK 2022 kwalificatie № 789 «onderlinge duels» 20:00 uur (UTC−3) | Arturo Vidal 19' Arturo Vidal 34' |       |      | Estadio Nacional, Santiago Toeschouwers: 0 Scheidsrechter: Esteban Ostojich (URU) |

|                                                                             |                                 |       |                  |                                                                                            |
| 17 november WK 2022 kwalificatie № 790 «onderlinge duels» 17:00 uur (UTC−4) | Venezuela                       | 2 – 1 | Chili            | Estadio Olímpico de la UCV, Caracas Toeschouwers: 0 Scheidsrechter: Patricio Loustau (ARG) |
| 17 november WK 2022 kwalificatie № 790 «onderlinge duels» 17:00 uur (UTC−4) | Luis Mago 9' Salomón Rondón 81' |       | 15' Arturo Vidal | Estadio Olímpico de la UCV, Caracas Toeschouwers: 0 Scheidsrechter: Patricio Loustau (ARG) |

### 2021
|                                                                       |                                   |       |                    |                                                                                          |
| 26 maart Vriendschappelijk № 791 «onderlinge duels» 21:00 uur (UTC−3) | Chili                             | 2 – 1 | Bolivia            | Estadio El Teniente, Rancagua Toeschouwers: 0 Scheidsrechter: Juan Gabriel Benítez (PAR) |
| 26 maart Vriendschappelijk № 791 «onderlinge duels» 21:00 uur (UTC−3) | Luis Jiménez 12' Jean Meneses 20' |       | 18' Marcelo Moreno | Estadio El Teniente, Rancagua Toeschouwers: 0 Scheidsrechter: Juan Gabriel Benítez (PAR) |

|                                                                        |                         |       |                    | |
| 3 juni WK 2022 kwalificatie № 792 «onderlinge duels» 21:00 uur (UTC−3) | Argentinië              | 1 – 1 | Chili              | Estadio Único Madre de Ciudades, Santiago del Estero Toeschouwers: 0 Scheidsrechter: Jesús Valenzuela (VEN) |
| 3 juni WK 2022 kwalificatie № 792 «onderlinge duels» 21:00 uur (UTC−3) | Lionel Messi 23' (pen.) |       | 36' Alexis Sánchez | Estadio Único Madre de Ciudades, Santiago del Estero Toeschouwers: 0 Scheidsrechter: Jesús Valenzuela (VEN) |

|                                                                        |                  |       |                           |                                                                                               |
| 8 juni WK 2022 kwalificatie № 793 «onderlinge duels» 20:30 uur (UTC−3) | Chili            | 1 – 1 | Bolivia                   | Estadio San Carlos de Apoquindo, Las Condes Toeschouwers: 0 Scheidsrechter: Eber Aquino (PAR) |
| 8 juni WK 2022 kwalificatie № 793 «onderlinge duels» 20:30 uur (UTC−3) | Erick Pulgar 69' |       | 81' (pen.) Marcelo Moreno | Estadio San Carlos de Apoquindo, Las Condes Toeschouwers: 0 Scheidsrechter: Eber Aquino (PAR) |

| Copa América 2021 |
| ----------------- |

|                                                                              |                  |       |                    | |
| 14 juni Copa América 2021 Groep A № 794 «onderlinge duels» 18:00 uur (UTC−3) | Argentinië       | 1 – 1 | Chili              | Olympisch Stadion Nilton Santos, Rio de Janeiro Toeschouwers: 0 Scheidsrechter: Wilmar Roldán (COL) |
| 14 juni Copa América 2021 Groep A № 794 «onderlinge duels» 18:00 uur (UTC−3) | Lionel Messi 33' |       | 57' Eduardo Vargas | Olympisch Stadion Nilton Santos, Rio de Janeiro Toeschouwers: 0 Scheidsrechter: Wilmar Roldán (COL) |

|                                                                              |                  |       |         |                                                                                |
| 18 juni Copa América 2021 Groep A № 795 «onderlinge duels» 17:00 uur (UTC−4) | Chili            | 1 – 0 | Bolivia | Arena Pantanal, Cuiabá Toeschouwers: 0 Scheidsrechter: Jesús Gil Manzano (ESP) |
| 18 juni Copa América 2021 Groep A № 795 «onderlinge duels» 17:00 uur (UTC−4) | Ben Brereton 10' |       |         | Arena Pantanal, Cuiabá Toeschouwers: 0 Scheidsrechter: Jesús Gil Manzano (ESP) |

|                                                                              |                 |       |                    |                                                                            |
| 21 juni Copa América 2021 Groep A № 796 «onderlinge duels» 17:00 uur (UTC−4) | Uruguay         | 1 – 1 | Chili              | Arena Pantanal, Cuiabá Toeschouwers: 0 Scheidsrechter: Raphael Claus (BRA) |
| 21 juni Copa América 2021 Groep A № 796 «onderlinge duels» 17:00 uur (UTC−4) | Luis Suárez 66' |       | 26' Eduardo Vargas | Arena Pantanal, Cuiabá Toeschouwers: 0 Scheidsrechter: Raphael Claus (BRA) |

|                                                                              |       |                                              |          |                                                                                            |
| 24 juni Copa América 2021 Groep A № 797 «onderlinge duels» 21:00 uur (UTC−3) | Chili | 0 – 2                                        | Paraguay | Estádio Nacional de Brasília, Brasilia Toeschouwers: 0 Scheidsrechter: Wilmar Roldán (COL) |
| 24 juni Copa América 2021 Groep A № 797 «onderlinge duels» 21:00 uur (UTC−3) |       | 32' Braian Samudio 58' (pen.) Miguel Almirón |          | Estádio Nacional de Brasília, Brasilia Toeschouwers: 0 Scheidsrechter: Wilmar Roldán (COL) |

|                                                                                 |                   |       |       | |
| 2 juli Copa América 2021 Kwartfinale № 798 «onderlinge duels» 21:00 uur (UTC−3) | Brazilië          | 1 – 0 | Chili | Olympisch Stadion Nilton Santos, Rio de Janeiro Toeschouwers: 0 Scheidsrechter: Patricio Loustau (ARG) |
| 2 juli Copa América 2021 Kwartfinale № 798 «onderlinge duels» 21:00 uur (UTC−3) | Lucas Paquetá 46' |       |       | Olympisch Stadion Nilton Santos, Rio de Janeiro Toeschouwers: 0 Scheidsrechter: Patricio Loustau (ARG) |

|  |  |  |  |  |  |  |  |  |

|                                                                             |       |                     |          |                                                                                                   |
| 2 september WK 2022 kwalificatie № 799 «onderlinge duels» 21:00 uur (UTC−4) | Chili | 0 – 1               | Brazilië | Estadio Monumental David Arellano, Santiago Toeschouwers: 11.000 Scheidsrechter: Diego Haro (PER) |
| 2 september WK 2022 kwalificatie № 799 «onderlinge duels» 21:00 uur (UTC−4) |       | 64' Everton Ribeiro |          | Estadio Monumental David Arellano, Santiago Toeschouwers: 11.000 Scheidsrechter: Diego Haro (PER) |

|                                                                             |         |       |       |                                                                                             |
| 5 september WK 2022 kwalificatie № 800 «onderlinge duels» 16:00 uur (UTC−5) | Ecuador | 0 – 0 | Chili | Estadio Rodrigo Paz Delgado, Quito Toeschouwers: 12.000 Scheidsrechter: Facundo Tello (ARG) |
| 5 september WK 2022 kwalificatie № 800 «onderlinge duels» 16:00 uur (UTC−5) |         |       |       | Estadio Rodrigo Paz Delgado, Quito Toeschouwers: 12.000 Scheidsrechter: Facundo Tello (ARG) |

|                                                                             |                                                                 |       |                  | |
| 9 september WK 2022 kwalificatie № 801 «onderlinge duels» 18:00 uur (UTC−5) | Colombia                                                        | 3 – 1 | Chili            | Estadio Metropolitano Roberto Meléndez, Barranquilla Toeschouwers: 23.500 Scheidsrechter: Andrés Cunha (URU) |
| 9 september WK 2022 kwalificatie № 801 «onderlinge duels» 18:00 uur (UTC−5) | Miguel Borja 19' (pen.) Miguel Borja 20' Luis Fernando Díaz 74' |       | 56' Jean Meneses | Estadio Metropolitano Roberto Meléndez, Barranquilla Toeschouwers: 23.500 Scheidsrechter: Andrés Cunha (URU) |

|                                                                           |                                     |       |       |                                                                                     |
| 7 oktober WK 2022 kwalificatie № 802 «onderlinge duels» 20:00 uur (UTC−5) | Peru                                | 2 – 0 | Chili | Estadio Nacional, Lima Toeschouwers: 8.000 Scheidsrechter: Christian Ferreyra (URU) |
| 7 oktober WK 2022 kwalificatie № 802 «onderlinge duels» 20:00 uur (UTC−5) | Christian Cueva 36' Sergio Peña 64' |       |       | Estadio Nacional, Lima Toeschouwers: 8.000 Scheidsrechter: Christian Ferreyra (URU) |

|                                                                            |                                    |       |          | |
| 10 oktober WK 2022 kwalificatie № 803 «onderlinge duels» 21:00 uur (UTC−3) | Chili                              | 2 – 0 | Paraguay | Estadio San Carlos de Apoquindo, Las Condes Toeschouwers: 10.800 Scheidsrechter: Néstor Pitana (ARG) |
| 10 oktober WK 2022 kwalificatie № 803 «onderlinge duels» 21:00 uur (UTC−3) | Ben Brereton 69' Mauricio Isla 72' |       |          | Estadio San Carlos de Apoquindo, Las Condes Toeschouwers: 10.800 Scheidsrechter: Néstor Pitana (ARG) |

|                                                                            |                                                    |       |           | |
| 14 oktober WK 2022 kwalificatie № 804 «onderlinge duels» 21:00 uur (UTC−3) | Chili                                              | 3 – 0 | Venezuela | Estadio San Carlos de Apoquindo, Las Condes Toeschouwers: 10.000 Scheidsrechter: Raphael Claus (BRA) |
| 14 oktober WK 2022 kwalificatie № 804 «onderlinge duels» 21:00 uur (UTC−3) | Erick Pulgar 18' Erick Pulgar 37' Ben Brereton 73' |       |           | Estadio San Carlos de Apoquindo, Las Condes Toeschouwers: 10.000 Scheidsrechter: Raphael Claus (BRA) |

|                                                                             |          |                         |       | |
| 11 november WK 2022 kwalificatie № 805 «onderlinge duels» 20:00 uur (UTC−3) | Paraguay | 0 – 1                   | Chili | Estadio Defensores del Chaco, Asuncion Toeschouwers: 42.354 Scheidsrechter: Patricio Loustau (ARG) |
| 11 november WK 2022 kwalificatie № 805 «onderlinge duels» 20:00 uur (UTC−3) |          | 56' (e.d.) Antony Silva |       | Estadio Defensores del Chaco, Asuncion Toeschouwers: 42.354 Scheidsrechter: Patricio Loustau (ARG) |

|                                                                             |       |                                          |         | |
| 16 november WK 2022 kwalificatie № 806 «onderlinge duels» 21:15 uur (UTC−3) | Chili | 0 – 2                                    | Ecuador | Estadio San Carlos de Apoquindo, Las Condes Toeschouwers: 12.000 Scheidsrechter: Fernando Rapallini (ARG) |
| 16 november WK 2022 kwalificatie № 806 «onderlinge duels» 21:15 uur (UTC−3) |       | 9' Pervis Estupiñán 90+3' Moisés Caicedo |         | Estadio San Carlos de Apoquindo, Las Condes Toeschouwers: 12.000 Scheidsrechter: Fernando Rapallini (ARG) |

|                                                                         |                                      |       |                                  |                                                                            |
| 8 december Vriendschappelijk № 807 «onderlinge duels» 20:00 uur (UTC−6) | Mexico                               | 2 – 2 | Chili                            | Q2 Stadium, Austin Toeschouwers: 17.202 Scheidsrechter: Selvin Brown (HON) |
| 8 december Vriendschappelijk № 807 «onderlinge duels» 20:00 uur (UTC−6) | Santiago Giménez 9' Jordan Silva 64' |       | 21' Iván Morales 86' Pablo Parra | Q2 Stadium, Austin Toeschouwers: 17.202 Scheidsrechter: Selvin Brown (HON) |

|                                                                          |             |                       |       | |
| 11 december Vriendschappelijk № 808 «onderlinge duels» 18:00 uur (UTC−8) | El Salvador | 0 – 1                 | Chili | Banc of California Stadium, Los Angeles Toeschouwers: 7.000 Scheidsrechter: Pierre-Luc Lauzière (CAN) |
| 11 december Vriendschappelijk № 808 «onderlinge duels» 18:00 uur (UTC−8) |             | 90+5' Sebastián Vegas |       | Banc of California Stadium, Los Angeles Toeschouwers: 7.000 Scheidsrechter: Pierre-Luc Lauzière (CAN) |

### 2022
|                                                                            |                  |       |                                         |                                                                                                |
| 27 januari WK 2022 kwalificatie № 809 «onderlinge duels» 21:15 uur (UTC−3) | Chili            | 1 – 2 | Argentinië                              | Estadio Zorros del Desierto, Calama Toeschouwers: 8.800 Scheidsrechter: Anderson Daronco (BRA) |
| 27 januari WK 2022 kwalificatie № 809 «onderlinge duels» 21:15 uur (UTC−3) | Ben Brereton 21' |       | 10' Ángel Di María 34' Lautaro Martínez | Estadio Zorros del Desierto, Calama Toeschouwers: 8.800 Scheidsrechter: Anderson Daronco (BRA) |

|                                                                            |                                     |       |                                                           |                                                                                          |
| 1 februari WK 2022 kwalificatie № 810 «onderlinge duels» 16:30 uur (UTC−4) | Bolivia                             | 2 – 3 | Chili                                                     | Estadio Hernando Siles, La Paz Toeschouwers: 28.000 Scheidsrechter: Alexis Herrera (VEN) |
| 1 februari WK 2022 kwalificatie № 810 «onderlinge duels» 16:30 uur (UTC−4) | Marc Enoumba 37' Marcelo Moreno 88' |       | 14' Alexis Sánchez 77' Marcelino Núñez 86' Alexis Sánchez | Estadio Hernando Siles, La Paz Toeschouwers: 28.000 Scheidsrechter: Alexis Herrera (VEN) |

|                                                                          |                                                                                        |       |       |                                                                                   |
| 24 maart WK 2022 kwalificatie № 811 «onderlinge duels» 20:30 uur (UTC−3) | Brazilië                                                                               | 4 – 0 | Chili | Maracanã, Rio de Janeiro Toeschouwers: 69.368 Scheidsrechter: Darío Herrera (ARG) |
| 24 maart WK 2022 kwalificatie № 811 «onderlinge duels» 20:30 uur (UTC−3) | Neymar 44' (pen.) Vinícius Júnior 45+1' Philippe Coutinho 72' (pen.) Richarlison 90+1' |       |       | Maracanã, Rio de Janeiro Toeschouwers: 69.368 Scheidsrechter: Darío Herrera (ARG) |

|                                                                          |       |                                       |         | |
| 29 maart WK 2022 kwalificatie № 812 «onderlinge duels» 20:30 uur (UTC−3) | Chili | 0 – 2                                 | Uruguay | Estadio San Carlos de Apoquindo, Las Condes Toeschouwers: 11.000 Scheidsrechter: Patricio Loustau (ARG) |
| 29 maart WK 2022 kwalificatie № 812 «onderlinge duels» 20:30 uur (UTC−3) |       | 79' Luis Suárez 90' Federico Valverde |         | Estadio San Carlos de Apoquindo, Las Condes Toeschouwers: 11.000 Scheidsrechter: Patricio Loustau (ARG) |

|                                                                     |                                        |       |       |                                                                                         |
| 6 juni Vriendschappelijk № 813 «onderlinge duels» 20:00 uur (UTC+9) | Zuid-Korea                             | 2 – 0 | Chili | Daejeon World Cupstadion, Daejeon Toeschouwers: 40.135 Scheidsrechter: Ryuji Sato (JPN) |
| 6 juni Vriendschappelijk № 813 «onderlinge duels» 20:00 uur (UTC+9) | Hwang Hee-chan 12' Son Heung-min 90+1' |       |       | Daejeon World Cupstadion, Daejeon Toeschouwers: 40.135 Scheidsrechter: Ryuji Sato (JPN) |

|                                                                                       |       |                               |         | |
| 10 juni Vriendschappelijk Kirin Cup Soccer № 814 «onderlinge duels» 15:15 uur (UTC+9) | Chili | 0 – 2                         | Tunesië | Noevir Stadium Kobe, Kobe Toeschouwers: 4.973 Scheidsrechter: Ryo Tanimoto (JPN) Video-assistent: Hiroki Kasahara (JPN) |
| 10 juni Vriendschappelijk Kirin Cup Soccer № 814 «onderlinge duels» 15:15 uur (UTC+9) |       | 41' Ali Abdi 89' Issam Jebali |         | Noevir Stadium Kobe, Kobe Toeschouwers: 4.973 Scheidsrechter: Ryo Tanimoto (JPN) Video-assistent: Hiroki Kasahara (JPN) |

|                                                                                       |                                                        |       |                                                  | |
| 14 juni Vriendschappelijk Kirin Cup Soccer № 815 «onderlinge duels» 15:15 uur (UTC+9) | Chili                                                  | 0 – 0 | Ghana                                            | Gemeentelijk stadion Suita, Suita Toeschouwers: 6.185 Scheidsrechter: Hiroki Kasahara (JPN) Video-assistent: Ryo Tanimoto (JPN) |
| 14 juni Vriendschappelijk Kirin Cup Soccer № 815 «onderlinge duels» 15:15 uur (UTC+9) |                                                        |       |                                                  | Gemeentelijk stadion Suita, Suita Toeschouwers: 6.185 Scheidsrechter: Hiroki Kasahara (JPN) Video-assistent: Ryo Tanimoto (JPN) |
| 14 juni Vriendschappelijk Kirin Cup Soccer № 815 «onderlinge duels» 15:15 uur (UTC+9) | Strafschoppen                                          |       |                                                  | Gemeentelijk stadion Suita, Suita Toeschouwers: 6.185 Scheidsrechter: Hiroki Kasahara (JPN) Video-assistent: Ryo Tanimoto (JPN) |
| 14 juni Vriendschappelijk Kirin Cup Soccer № 815 «onderlinge duels» 15:15 uur (UTC+9) | Ronnie Fernández Tomás Alarcón Ben Brereton Gary Medel | 1 – 3 | Jordan Ayew Mohammed Kudus Abdul Fatawu Issahaku | Gemeentelijk stadion Suita, Suita Toeschouwers: 6.185 Scheidsrechter: Hiroki Kasahara (JPN) Video-assistent: Ryo Tanimoto (JPN) |

|                                                                           |                                                 |       |       |                                                                                             |
| 23 september Vriendschappelijk № 816 «onderlinge duels» 21:00 uur (UTC+2) | Marokko                                         | 2 – 0 | Chili | RCDE Stadium, Cornellà de Llobregat Toeschouwers: 25.000 Scheidsrechter: Martin Dohál (SVK) |
| 23 september Vriendschappelijk № 816 «onderlinge duels» 21:00 uur (UTC+2) | Sofiane Boufal 66' (pen.) Abdelhamid Sabiri 78' |       |       | RCDE Stadium, Cornellà de Llobregat Toeschouwers: 25.000 Scheidsrechter: Martin Dohál (SVK) |

|                                                                           |                                     |       |                                     |                                                                                 |
| 27 september Vriendschappelijk № 817 «onderlinge duels» 19:00 uur (UTC+2) | Qatar                               | 2 – 2 | Chili                               | Generali Arena, Wenen Toeschouwers: 500 Scheidsrechter: Julian Weinberger (AUT) |
| 27 september Vriendschappelijk № 817 «onderlinge duels» 19:00 uur (UTC+2) | Akram Afif 59' Hassan Al-Haidos 67' |       | 37' Alexis Sánchez 78' Arturo Vidal | Generali Arena, Wenen Toeschouwers: 500 Scheidsrechter: Julian Weinberger (AUT) |

|                                                                          |                      |       |       | |
| 16 november Vriendschappelijk № 818 «onderlinge duels» 18:00 uur (UTC+1) | Polen                | 1 – 0 | Chili | Wojska Polskiegostadion, Warschau Toeschouwers: 27.968 Scheidsrechter: Harm Osmers (GER) Video-assistent: Bartosz Frankowski (POL) |
| 16 november Vriendschappelijk № 818 «onderlinge duels» 18:00 uur (UTC+1) | Krzysztof Piątek 85' |       |       | Wojska Polskiegostadion, Warschau Toeschouwers: 27.968 Scheidsrechter: Harm Osmers (GER) Video-assistent: Bartosz Frankowski (POL) |

|                                                                          |           |       |       |                                                                                               |
| 20 november Vriendschappelijk № 819 «onderlinge duels» 13:30 uur (UTC+1) | Slowakije | 0 – 0 | Chili | Národný futbalový štadión, Bratislava Toeschouwers: 19.757 Scheidsrechter: Ondřej Berka (CZE) |
| 20 november Vriendschappelijk № 819 «onderlinge duels» 13:30 uur (UTC+1) |           |       |       | Národný futbalový štadión, Bratislava Toeschouwers: 19.757 Scheidsrechter: Ondřej Berka (CZE) |

### 2023
|                                                                       |                                                             |       |                                     |                                                                                                 |
| 27 maart Vriendschappelijk № 820 «onderlinge duels» 21:30 uur (UTC−3) | Chili                                                       | 3 – 2 | Paraguay                            | Estadio Nacional, Santiago Toeschouwers: 30.000 Scheidsrechter: Flavio Rodrigues de Souza (BRA) |
| 27 maart Vriendschappelijk № 820 «onderlinge duels» 21:30 uur (UTC−3) | Paulo Díaz 25' Alexis Sánchez 76' Antony Silva 90+3' (e.d.) |       | 32' Matías Rojas 34' Gabriel Ávalos | Estadio Nacional, Santiago Toeschouwers: 30.000 Scheidsrechter: Flavio Rodrigues de Souza (BRA) |

|                                                                      |                                                                |       |      |                                                                                                  |
| 11 juni Vriendschappelijk № 821 «onderlinge duels» 19:00 uur (UTC−4) | Chili                                                          | 3 – 0 | Cuba | Estadio Ester Roa Rebolledo, Concepción Toeschouwers: 25.000 Scheidsrechter: Andrés Merlos (ARG) |
| 11 juni Vriendschappelijk № 821 «onderlinge duels» 19:00 uur (UTC−4) | Marcelino Núñez 13' Rodrigo Echeverría 27' Marcelino Núñez 69' |       |      | Estadio Ester Roa Rebolledo, Concepción Toeschouwers: 25.000 Scheidsrechter: Andrés Merlos (ARG) |

|                                                                      |         |       |       | |
| 20 juni Vriendschappelijk № 823 «onderlinge duels» 20:00 uur (UTC−4) | Bolivia | 0 – 0 | Chili | Estadio Ramón Tahuichi Aguilera, Santa Cruz Toeschouwers: 35.000 Scheidsrechter: José Argote (VEN) |
| 20 juni Vriendschappelijk № 823 «onderlinge duels» 20:00 uur (UTC−4) |         |       |       | Estadio Ramón Tahuichi Aguilera, Santa Cruz Toeschouwers: 35.000 Scheidsrechter: José Argote (VEN) |

|                                                                             |                                                                       |       |                  |                                                                                         |
| 8 september WK 2026 kwalificatie № 824 «onderlinge duels» 20:00 uur (UTC−3) | Uruguay                                                               | 3 – 1 | Chili            | Estadio Centenario, Montevideo Toeschouwers: 49.713 Scheidsrechter: Darío Herrera (ARG) |
| 8 september WK 2026 kwalificatie № 824 «onderlinge duels» 20:00 uur (UTC−3) | Nicolás De La Cruz 38' Federico Valverde 45+2' Nicolás De La Cruz 71' |       | 74' Arturo Vidal | Estadio Centenario, Montevideo Toeschouwers: 49.713 Scheidsrechter: Darío Herrera (ARG) |

|                                                                              |       |       |          | |
| 12 september WK 2026 kwalificatie № 825 «onderlinge duels» 21:30 uur (UTC−3) | Chili | 0 – 0 | Colombia | Estadio Monumental David Arellano, Santiago Toeschouwers: 37.081 Scheidsrechter: Jesús Valenzuela (VEN) |
| 12 september WK 2026 kwalificatie № 825 «onderlinge duels» 21:30 uur (UTC−3) |       |       |          | Estadio Monumental David Arellano, Santiago Toeschouwers: 37.081 Scheidsrechter: Jesús Valenzuela (VEN) |

|                                                                            |                                            |       |      | |
| 12 oktober WK 2026 kwalificatie № 826 «onderlinge duels» 21:00 uur (UTC−3) | Chili                                      | 2 – 0 | Peru | Estadio Monumental David Arellano, Santiago Toeschouwers: 36.847 Scheidsrechter: Wilmar Roldán (COL) |
| 12 oktober WK 2026 kwalificatie № 826 «onderlinge duels» 21:00 uur (UTC−3) | Diego Valdés 74' Marcos López 90+1' (e.d.) |       |      | Estadio Monumental David Arellano, Santiago Toeschouwers: 36.847 Scheidsrechter: Wilmar Roldán (COL) |

|                                                                            |                                                             |       |       |                                                                                        |
| 17 oktober WK 2026 kwalificatie № 827 «onderlinge duels» 17:00 uur (UTC−4) | Venezuela                                                   | 3 – 0 | Chili | Estadio Monumental, Maturín Toeschouwers: 48.076 Scheidsrechter: Flavio de Souza (BRA) |
| 17 oktober WK 2026 kwalificatie № 827 «onderlinge duels» 17:00 uur (UTC−4) | Yeferson Soteldo 45+1' Salomón Rondón 72' Darwin Machís 79' |       |       | Estadio Monumental, Maturín Toeschouwers: 48.076 Scheidsrechter: Flavio de Souza (BRA) |

|                                                                             |       |       |          | |
| 16 november WK 2026 kwalificatie № 828 «onderlinge duels» 21:30 uur (UTC−3) | Chili | 0 – 0 | Paraguay | Estadio Monumental David Arellano, Santiago Toeschouwers: 30.076 Scheidsrechter: Fernando Rapallini (ARG) |
| 16 november WK 2026 kwalificatie № 828 «onderlinge duels» 21:30 uur (UTC−3) |       |       |          | Estadio Monumental David Arellano, Santiago Toeschouwers: 30.076 Scheidsrechter: Fernando Rapallini (ARG) |

|                                                                             |                |       |       |                                                                                                |
| 21 november WK 2026 kwalificatie № 829 «onderlinge duels» 18:30 uur (UTC−5) | Ecuador        | 1 – 0 | Chili | Estadio Rodrigo Paz Delgado, Quito Toeschouwers: 36.873 Scheidsrechter: Anderson Daronco (BRA) |
| 21 november WK 2026 kwalificatie № 829 «onderlinge duels» 18:30 uur (UTC−5) | Ángel Mena 21' |       |       | Estadio Rodrigo Paz Delgado, Quito Toeschouwers: 36.873 Scheidsrechter: Anderson Daronco (BRA) |

### 2024
|                                                                       |         |                                                           |       |                                                                                      |
| 22 maart Vriendschappelijk № 830 «onderlinge duels» 20:45 uur (UTC+1) | Albanië | 0 – 3                                                     | Chili | Stadio Ennio Tardini, Parma Toeschouwers: 15.000 Scheidsrechter: Luca Pairetto (ITA) |
| 22 maart Vriendschappelijk № 830 «onderlinge duels» 20:45 uur (UTC+1) |         | 20' Eduardo Vargas 84' Marcos Bolados 90+2' Víctor Dávila |       | Stadio Ennio Tardini, Parma Toeschouwers: 15.000 Scheidsrechter: Luca Pairetto (ITA) |

|                                                                       |                                                              |       |                                     | |
| 26 maart Vriendschappelijk № 831 «onderlinge duels» 21:00 uur (UTC+1) | Frankrijk                                                    | 3 – 2 | Chili                               | Stade Vélodrome, Marseille Toeschouwers: 50.000 Scheidsrechter: Anthony Taylor (ENG) Video-assistent: Stuart Attwell (ENG) |
| 26 maart Vriendschappelijk № 831 «onderlinge duels» 21:00 uur (UTC+1) | Youssouf Fofana 19' Randal Kolo Muani 25' Olivier Giroud 72' |       | 4' Marcelino Núñez 82' Darío Osorio | Stade Vélodrome, Marseille Toeschouwers: 50.000 Scheidsrechter: Anthony Taylor (ENG) Video-assistent: Stuart Attwell (ENG) |

|                                                                      |                                                        |       |          |                                                                                        |
| 11 juni Vriendschappelijk № 832 «onderlinge duels» 20:00 uur (UTC−4) | Chili                                                  | 3 – 0 | Paraguay | Estadio Nacional, Santiago Toeschouwers: 30.076 Scheidsrechter: Pablo Echavarría (ARG) |
| 11 juni Vriendschappelijk № 832 «onderlinge duels» 20:00 uur (UTC−4) | Víctor Dávila 17' Víctor Dávila 37' Eduardo Vargas 53' |       |          | Estadio Nacional, Santiago Toeschouwers: 30.076 Scheidsrechter: Pablo Echavarría (ARG) |

| Copa América 2024 |
| ----------------- |

|                                                                         |      |       |       |                                                                                           |
| 21 juni Copa América Groep A № 833 «onderlinge duels» 19:00 uur (UTC−5) | Peru | 0 – 0 | Chili | AT&T Stadium, Arlington Toeschouwers: 43.030 Scheidsrechter: Wilton Pereira Sampaio (BRA) |
| 21 juni Copa América Groep A № 833 «onderlinge duels» 19:00 uur (UTC−5) |      |       |       | AT&T Stadium, Arlington Toeschouwers: 43.030 Scheidsrechter: Wilton Pereira Sampaio (BRA) |

|                                                                         |       |                      |            |                                                                                            |
| 25 juni Copa América Groep A № 834 «onderlinge duels» 21:00 uur (UTC−4) | Chili | 0 – 1                | Argentinië | MetLife Stadium, East Rutherford Toeschouwers: 81.106 Scheidsrechter: Andrés Matonte (URU) |
| 25 juni Copa América Groep A № 834 «onderlinge duels» 21:00 uur (UTC−4) |       | 88' Lautaro Martínez |            | MetLife Stadium, East Rutherford Toeschouwers: 81.106 Scheidsrechter: Andrés Matonte (URU) |

|                                                                         |        |       |       |                                                                                    |
| 29 juni Copa América Groep A № 835 «onderlinge duels» 20:00 uur (UTC−4) | Canada | 0 – 0 | Chili | Inter&Co Stadium, Orlando Toeschouwers: 24.481 Scheidsrechter: Wilmar Roldán (COL) |
| 29 juni Copa América Groep A № 835 «onderlinge duels» 20:00 uur (UTC−4) |        |       |       | Inter&Co Stadium, Orlando Toeschouwers: 24.481 Scheidsrechter: Wilmar Roldán (COL) |

|  |  |  |  |  |  |  |  |  |

|                                                                             |                                                               |       |       |                                                                                         |
| 5 september WK 2026 kwalificatie № 836 «onderlinge duels» 21:00 uur (UTC−3) | Argentinië                                                    | 3 – 0 | Chili | El Monumental, Buenos Aires Toeschouwers: 52.160 Scheidsrechter: Jesús Valenzuela (VEN) |
| 5 september WK 2026 kwalificatie № 836 «onderlinge duels» 21:00 uur (UTC−3) | Alexis Mac Allister 48' Julián Álvarez 84' Paulo Dybala 90+1' |       |       | El Monumental, Buenos Aires Toeschouwers: 52.160 Scheidsrechter: Jesús Valenzuela (VEN) |

|                                                                              |                    |       |                                             |                                                                                            |
| 10 september WK 2026 kwalificatie № 837 «onderlinge duels» 18:00 uur (UTC−3) | Chili              | 1 – 2 | Bolivia                                     | Estadio Nacional, Santiago Toeschouwers: 40.000 Scheidsrechter: Juan Gabriel Benítez (PAR) |
| 10 september WK 2026 kwalificatie № 837 «onderlinge duels» 18:00 uur (UTC−3) | Eduardo Vargas 39' |       | 13' Carmelo Algarañaz 45+1' Miguel Terceros | Estadio Nacional, Santiago Toeschouwers: 40.000 Scheidsrechter: Juan Gabriel Benítez (PAR) |

|                                                                            |                   |       |                                    |                                                                                     |
| 10 oktober WK 2026 kwalificatie № 838 «onderlinge duels» 21:00 uur (UTC−3) | Chili             | 1 – 2 | Brazilië                           | Estadio Nacional, Santiago Toeschouwers: 43.059 Scheidsrechter: Darío Herrera (ARG) |
| 10 oktober WK 2026 kwalificatie № 838 «onderlinge duels» 21:00 uur (UTC−3) | Eduardo Vargas 2' |       | 45+1' Igor Jesus 89' Luiz Henrique | Estadio Nacional, Santiago Toeschouwers: 43.059 Scheidsrechter: Darío Herrera (ARG) |

|                                                                            |                                                                         |       |       | |
| 15 oktober WK 2026 kwalificatie № 839 «onderlinge duels» 15:30 uur (UTC−5) | Colombia                                                                | 4 – 0 | Chili | Estadio Metropolitano Roberto Meléndez, Barranquilla Toeschouwers: 45.000 Scheidsrechter: Jesús Valenzuela (VEN) |
| 15 oktober WK 2026 kwalificatie № 839 «onderlinge duels» 15:30 uur (UTC−5) | Davinson Sánchez 34' Luis Díaz 52' Jhon Durán 84' Luis Sinisterra 90+3' |       |       | Estadio Metropolitano Roberto Meléndez, Barranquilla Toeschouwers: 45.000 Scheidsrechter: Jesús Valenzuela (VEN) |

|                                                                             |      |       |       |                                                                                                |
| 15 november WK 2026 kwalificatie № 840 «onderlinge duels» 20:30 uur (UTC−5) | Peru | 0 – 0 | Chili | Estadio Monumental "U", Lima Toeschouwers: 40.122 Scheidsrechter: Wilton Pereira Sampaio (BRA) |
| 15 november WK 2026 kwalificatie № 840 «onderlinge duels» 20:30 uur (UTC−5) |      |       |       | Estadio Monumental "U", Lima Toeschouwers: 40.122 Scheidsrechter: Wilton Pereira Sampaio (BRA) |

|                                                                             |                                                                              |       |                                          |                                                                                     |
| 19 november WK 2026 kwalificatie № 841 «onderlinge duels» 21:00 uur (UTC−3) | Chili                                                                        | 4 – 2 | Venezuela                                | Estadio Nacional, Santiago Toeschouwers: 31.906 Scheidsrechter: Facundo Tello (ARG) |
| 19 november WK 2026 kwalificatie № 841 «onderlinge duels» 21:00 uur (UTC−3) | Eduardo Vargas 20' Tomás Rincón 29' (e.d.) Lucas Cepeda 38' Lucas Cepeda 47' |       | 13' Jefferson Savarino 22' Rubén Ramírez | Estadio Nacional, Santiago Toeschouwers: 31.906 Scheidsrechter: Facundo Tello (ARG) |

### 2025
|                                                                         | |       |                             |                                                                                     |
| 8 februari Vriendschappelijk № 842 «onderlinge duels» 20:30 uur (UTC−3) | Chili | 6 – 1 | Panama                      | Estadio Nacional, Santiago Toeschouwers: 24.500 Scheidsrechter: Darío Herrera (ARG) |
| 8 februari Vriendschappelijk № 842 «onderlinge duels» 20:30 uur (UTC−3) | Nicolás Guerra 2' Ariel Uribe 5' Nicolás Guerra 25' Nicolás Guerra 42' Lucas Cepeda 53' Steffan Pino 82' |       | 30' (pen.) Cecilio Waterman | Estadio Nacional, Santiago Toeschouwers: 24.500 Scheidsrechter: Darío Herrera (ARG) |

|                                                                          |                   |       |       |                                                                                                 |
| 20 maart WK 2026 kwalificatie № 843 «onderlinge duels» 20:00 uur (UTC−3) | Paraguay          | 1 – 0 | Chili | Estadio Defensores del Chaco, Asuncion Toeschouwers: 31.193 Scheidsrechter: Raphael Claus (BRA) |
| 20 maart WK 2026 kwalificatie № 843 «onderlinge duels» 20:00 uur (UTC−3) | Omar Alderete 60' |       |       | Estadio Defensores del Chaco, Asuncion Toeschouwers: 31.193 Scheidsrechter: Raphael Claus (BRA) |

|                                                                          |       |       |         |                                                                                      |
| 25 maart WK 2026 kwalificatie № 844 «onderlinge duels» 21:00 uur (UTC−3) | Chili | 0 – 0 | Ecuador | Estadio Nacional, Santiago Toeschouwers: 38.996 Scheidsrechter: Gustavo Tejera (URU) |
| 25 maart WK 2026 kwalificatie № 844 «onderlinge duels» 21:00 uur (UTC−3) |       |       |         | Estadio Nacional, Santiago Toeschouwers: 38.996 Scheidsrechter: Gustavo Tejera (URU) |

|                                                           |       |   |            |                               |
| juni WK 2026 kwalificatie № 845 «onderlinge duels» n.n.b. | Chili | – | Argentinië | n.n.b. Scheidsrechter: n.n.b. |
| juni WK 2026 kwalificatie № 845 «onderlinge duels» n.n.b. |       |   |            | n.n.b. Scheidsrechter: n.n.b. |

|                                                           |         |   |       |                               |
| juni WK 2026 kwalificatie № 846 «onderlinge duels» n.n.b. | Bolivia | – | Chili | n.n.b. Scheidsrechter: n.n.b. |
| juni WK 2026 kwalificatie № 846 «onderlinge duels» n.n.b. |         |   |       | n.n.b. Scheidsrechter: n.n.b. |

|                                                                |          |   |       |                               |
| september WK 2026 kwalificatie № 847 «onderlinge duels» n.n.b. | Brazilië | – | Chili | n.n.b. Scheidsrechter: n.n.b. |
| september WK 2026 kwalificatie № 847 «onderlinge duels» n.n.b. |          |   |       | n.n.b. Scheidsrechter: n.n.b. |

|                                                                |       |   |         |                               |
| september WK 2026 kwalificatie № 848 «onderlinge duels» n.n.b. | Chili | – | Uruguay | n.n.b. Scheidsrechter: n.n.b. |
| september WK 2026 kwalificatie № 848 «onderlinge duels» n.n.b. |       |   |         | n.n.b. Scheidsrechter: n.n.b. |

FFCh · A-internationals · Selecties · Bondscoaches · Chileens vrouwenelftal · Olympisch elftal · Chili U21 · Chili U20 · Chili U19 · Chili U18 · Chili U17
1910 – 1919 ·
1920 – 1929 ·
1930 – 1939 ·
1940 – 1949 ·
1950 – 1959 ·
1960 – 1969 ·
1970 – 1979 ·
1980 – 1989 ·
1990 – 1999 ·
2000 – 2009 ·
2010 – 2019 ·
2020 – 2029
WK 1930 · 
WK 1950 · 
WK 1962 · 
WK 1966 · 
WK 1974 · 
WK 1982 · 
WK 1998 · 
WK 2010 · 
WK 2014
OS 1928 · 
OS 1952 · 
OS 1984 · 
OS 2000
1910 · 
1911 · 1912 · 
1913 · 
1914 · 1915 · 
1916 · 
1917 · 
1918 · 
1919 · 
1920 · 
1921 · 
1922 · 
1923 · 
1924 · 
1925 · 
1926 · 
1927 · 
1928 · 
1929 · 
1930 · 
1931 · 1932 · 1933 · 1934 · 
1935 · 
1936 · 
1937 · 
1938 · 
1939 · 
1940 · 
1941 · 
1942 · 
1943 · 1944 · 
1945 · 
1946 · 
1947 · 
1948 · 
1949 · 
1950 · 
1951 · 
1952 · 
1953 · 
1954 · 
1955 · 
1956 · 
1957 · 
1958 · 
1959 · 
1960 · 
1961 · 
1962 · 
1963 · 
1964 · 
1965 · 
1966 · 
1967 · 
1968 · 
1969 · 
1970 · 
1971 · 
1972 · 
1973 · 
1974 · 
1975 · 
1976 · 
1977 · 
1978 · 
1979 · 
1980 · 
1981 · 
1982 · 
1983 · 
1984 · 
1985 · 
1986 · 
1987 · 
1988 · 
1989 · 
1990 ·
1991 · 
1992 · 
1993 · 
1994 · 
1995 · 
1996 · 
1997 · 
1998 · 
1999 · 
2000 · 
2001 · 
2002 · 
2003 · 
2004 · 
2005 · 
2006 · 
2007 · 
2008 · 
2009 · 
2010 · 
2011 · 
2012 · 
2013 · 
2014 · 
2015 · 
2016 ·
2017 ·
2018 ·
2019 ·
2020 ·
2021 ·
2022 ·
2023 ·
2024
Albanië ·
Algerije ·
Argentinië ·
Armenië ·
Australië ·
België ·
Bolivia ·
Bosnie en Herzegovina ·
Brazilië ·
Bulgarije ·
Burkina Faso ·
Canada ·
China ·
Colombia ·
Costa Rica ·
Cuba ·
DDR ·
Denemarken ·
Dominicaanse Republiek ·
Duitsland ·
Ecuador ·
Egypte ·
El Salvador · 
Engeland ·
Estland ·
Finland ·
Frankrijk ·
Ghana · 
Griekenland ·
Guatemala ·
Guinee ·
Haïti ·
Honduras ·
Hongarije ·
Ierland ·
IJsland ·
Irak ·
Iran ·
Israël ·
Italië ·
Ivoorkust ·
Jamaica ·
Japan ·
Joegoslavië ·
Kameroen ·
Kroatië ·
Litouwen ·
Marokko ·
Mexico ·
Nederland ·
Nieuw-Zeeland · 
Noord-Ierland ·
Noord-Korea ·
Oekraïne · 
Oman · 
Oostenrijk ·
Palestina ·
Panama · 
Paraguay ·
Peru ·
Polen ·
Portugal · 
Qatar ·
Roemenië · 
Rusland ·
Saoedi-Arabië ·
Schotland ·
Senegal ·
Servië ·
Slowakije ·
Sovjet-Unie ·
Spanje ·
Togo ·
Trinidad en Tobago ·  
Tsjecho-Slowakije ·
Tunesië · 
Turkije · 
Uruguay ·
Venezuela ·
Verenigde Arabische Emiraten ·
Verenigde Staten ·
Wales ·
Zambia ·
Zuid-Afrika ·
Zuid-Korea ·
Zweden ·
Zwitserland
Algerije (1982) · 
Australië (2014) · 
Brazilië (2014) · 
Honduras (2010) · 
Nederland (2014) · 
Oostenrijk (1982) · 
Spanje (2010) · 
Spanje (2014) · 
West-Duitsland (1982) · 
Zwitserland (2010)
CONMEBOL: Argentinië · Bolivia · Brazilië · Chili · Colombia · Ecuador · Paraguay · Peru · Uruguay · Venezuela

UEFA: Albanië · Andorra · Armenië · Azerbeidzjan · België · Bosnië en Herzegovina · Bulgarije · Cyprus · Denemarken · Duitsland · Engeland · Estland · Faeröer · Finland · Frankrijk · Georgië · Gibraltar · Griekenland · Hongarije · IJsland · Ierland · Israël · Italië · Kazachstan · Kosovo · Kroatië · Letland · Liechtenstein · Litouwen · Luxemburg · Malta · Moldavië · Montenegro · Nederland · Noord-Ierland · Noord-Macedonië · Noorwegen · Oekraïne · Oostenrijk · Polen · Portugal · Roemenië · Rusland · San Marino · Schotland · Servië · Slovenië · Slowakije · Spanje · Tsjechië · Turkije · Wales · Wit-Rusland · Zweden · Zwitserland

AFC: Australië · China · Irak · Iran · Japan · Libanon · Oezbekistan · Oman · Qatar · Saoedi-Arabië · Syrië · Verenigde Arabische Emiraten · Vietnam · Zuid-Korea

CAF: Algerije · Burkina Faso · Congo-Kinshasa · Egypte · Ghana · Ivoorkust · Kaapverdië · Kameroen · Mali · Marokko · Nigeria · Senegal · Tunesië · Zuid-Afrika

CONCACAF: Canada · Costa Rica · Curaçao · El Salvador · Honduras · Jamaica · Mexico · Panama · Suriname · Verenigde Staten

OFC: Nieuw-Zeeland